# Route nationale 308
Pour les articles homonymes, voir Route 308.
La route nationale 308, ou RN 308, était une route nationale française qui reliait Paris à  Poissy. Elle a été déclassée en RD 908 dans les Hauts-de-Seine et en RD 308 dans le Val-d'Oise et les Yvelines. Entre La Garenne-Colombes (Place de Belgique) et Bezons, après le pont de Bezons, majoritairement dans la traversée de Colombes, son tracé était confondu avec celui de la RN 192.

## De Paris à La Garenne-Colombes (D 908)
Les communes traversées sont :
- Paris (place de la Porte-de-Champerret, avenue de la Porte-de-Champerret) ;
- Levallois-Perret (boulevard Bineau), jusqu'au carrefour Bineau ;
- Neuilly-sur-Seine (boulevard Bineau) ;
- Pont du Maréchal-Juin ;
- Île de la Jatte à Neuilly-sur-Seine (boulevard Bineau) ;
- Pont de Courbevoie ;
- Courbevoie (boulevard de Verdun) ;
- La Garenne-Colombes (boulevard de la République, place de Belgique).

## De La Garenne-Colombes à Bezons
La route nationale 308 avait le même tracé que la RN 192.
Les communes traversées sont :
- La Garenne-Colombes (Boulevard National) ;
- Colombes (Boulevard Charles-de-Gaulle) ;
- Pont de Bezons (entre Colombes et Bezons) ;
- Bezons (Rue Émile-Zola, place du Grand-Cerf).

## De Bezons à Poissy (D 308)
Les communes traversées sont :
- Val-d'Oise :
  - Bezons à partir de la place du Grand-Cerf ;
- Yvelines (route départementale 308) :
  - Houilles ;
  - Sartrouville ;
  - Maisons-Laffitte ;
  - Saint-Germain-en-Laye (Croix de Noailles) ;
  - Poissy.